# 658 هـ
658 هـ هي سنة في التقويم الهجري امتدت مقابلةً في التقويم الميلادي بين سنتي 1259 و1260.

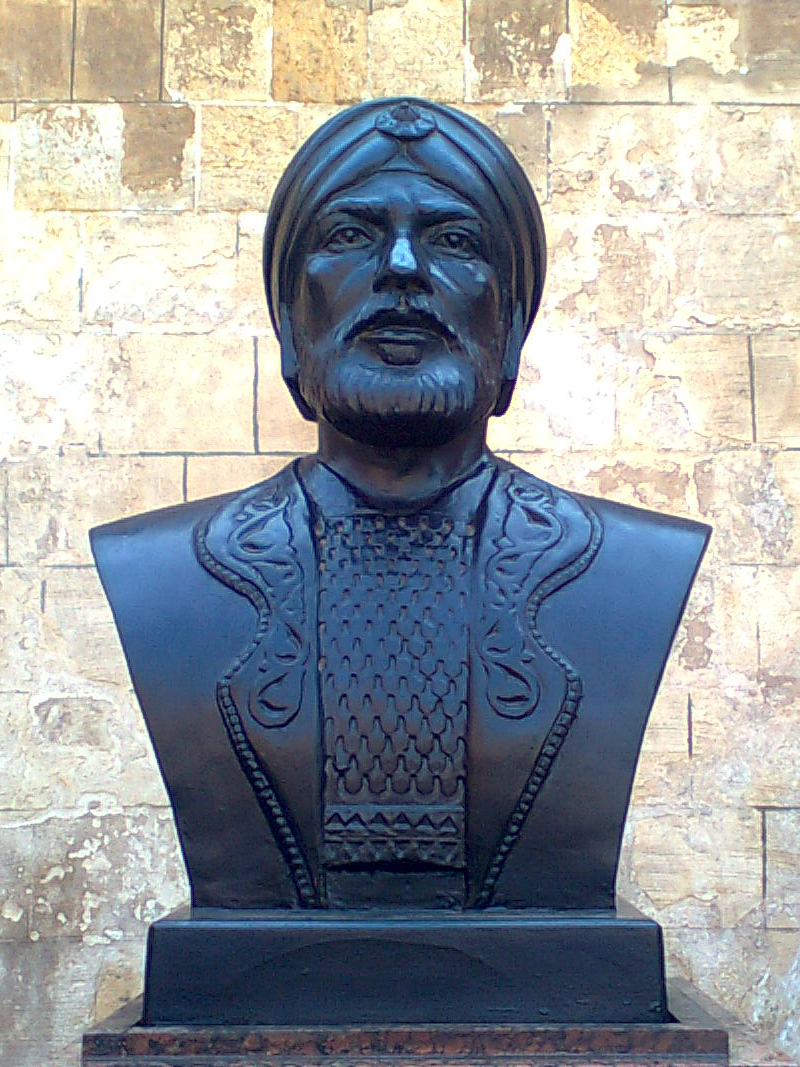
سيف الدين قطز

## أحداث
- 25 رمضان - انتصار المسلمون تحت قيادة المماليك على المغول في عين جالوت.
- حلب تسقط بيد القوات المغولية.

## مواليد
- ابن عطاء الله السكندري
- ابن عبد الحق
- تقي الدين الأخنائي

## وفيات
- ابن الأبار القضاعي
- سيف الدين قطز
- محمد الفقيه اليونيني
- ابن الأبار
- كتبغا
- نجم الدين مختار الزاهدي